# Sigma Ceti
Sigma Ceti (76 Ceti) é uma estrela na direção da constelação de Cetus. Possui uma ascensão reta de 02h 32m 05.28s e uma declinação de −15° 14′ 39.6″. Sua magnitude aparente é igual a 4.74. Considerando sua distância de 84 anos-luz em relação à Terra, sua magnitude absoluta é igual a 2.68. Pertence à classe espectral F5V.